# 鼻蜥龍屬
鼻蜥龍屬（學名：Mycterosaurus）意為「鼻蜥蜴」，是種已滅絕合弓綱動物，屬於盤龍目蜥代龍科，生存於二疊紀早期的北美洲，身長約60公分。鼻蜥龍是種原始的蜥代龍科動物，缺乏某些衍化的特徵。

## 外部連結
- Mycterosaurus - at Paleos